# Zinccopperita
La zinccopperita és un mineral de la classe dels elements natius. Rep el seu nom de la seva composició química.

## Característiques
La zinccopperita és un aliatge de coure i zinc, de fórmula química Cu₇Zn₄, encara no aprovat per l'Associació Mineralògica Internacional. Segons la classificació de Nickel-Strunz, la zinccopperita pertany a «01.AB - Metalls i aliatges de metalls, família zinc-coure» juntament amb els següents minerals: cadmi, reni, zinc, titani, danbaïta, α-llautó, zhanghengita i tongxinita, així com de tres espècies més encara sense nom definitiu. Sovint s'empra el terme zinccopperita com a nom genèric per diversos aliatges de Cu-Zn, incloent Cu₃Zn (llautó), Cu₂Zn (tongxinita), danbaïta i zhanghengita.
Va ser reportada per primera vegada l'any 1998 per Xiao et al. del dipòsit de coure de Xifanping, a Yanyuan Co. (Sichuan, República Popular de la Xina), l'únic indret on se n'ha trobat.